# Pseudochirella obesa
Pseudochirella obesa är en kräftdjursart som beskrevs av Georg Ossian Sars 1920. Pseudochirella obesa ingår i släktet Pseudochirella och familjen Aetideidae. Inga underarter finns listade i Catalogue of Life.